# ВІВАД
ФК «VIVAD» (Романів) — український аматорський футбольний клуб із селища міського типу Романів Житомирської області. Заснований у 2021 році під назвою «Зоря», у 2023 році отримав сучасну назву. Представляє однойменне деревопереробне підприємство. Домашні матчі проводить на Центральному стадіоні Романова, обладнаному сучасним поливом, табло та трибунами на 3 000 глядачів. Клуб виступає в Чемпіонаті України серед аматорів (ААФУ).

## Історія
Футбольний клуб заснований у 2021 році під назвою «Зоря» й дебютував у першій лізі чемпіонату Житомирської області під цією назвою. У 2022 році після успішного сезону команда змінила назву на «VIVAD», отримавши підтримку однойменного промислового підприємства.
Починаючи з сезону 2023/24 «VIVAD» став брати участь у чемпіонаті України серед аматорів (ААФУ)
, одночасно продовживши грати у чемпіонаті Житомирської області.

## Стадіон
Домашньою ареною клубу є Центральний стадіон у смт Романів (раніше — стадіон Романівської ДЮСШ). За ініціативою мецената Ігоря Ходака проведено кілька етапів реконструкції, зокрема встановлено систему поливу поля, оновлено адміністративну будівлю та облаштовано табло й сучасні роздягальні. Площа поля — 105×68 м, трибуни розраховані на 3 000 місць, також є 8 легкоатлетичних доріжок.

## Досягнення
- Чемпіон Житомирської області: 2023[6][7], 2024[8]
- Володар Кубка Житомирської області: 2024[9][10]
- Володар Суперкубка Житомирської області: 2023[11], 2024[12]